# Mermessus dominicus
Mermessus dominicus là một loài nhện trong họ Linyphiidae.
Loài này thuộc chi Mermessus. Mermessus dominicus được Alfred Frank Millidge miêu tả năm 1987.